# Meikledale Burn
Der Meikledale Burn ist ein Wasserlauf in Dumfries and Galloway, Schottland. Er entsteht aus dem Zusammenfluss von Rashie Grain und Pikethaw Sike. Er fließt in südöstlicher Richtung bis zu seiner Mündung in das Ewes Water südöstlich des Weilers Bush.